# Tvärstupet
Tvärstupet är ett naturreservat i Borlänge kommun i Dalarnas län.
Området är naturskyddat sedan 1976 och är 39 hektar stort. Reservatet omfattar Laggarbobergets sydvästra brant ner mot Tvärstuptjärnen. Här finns lindar och hassel som gynnas av högre temperatur vid berget.